# Ballon stratosphérique

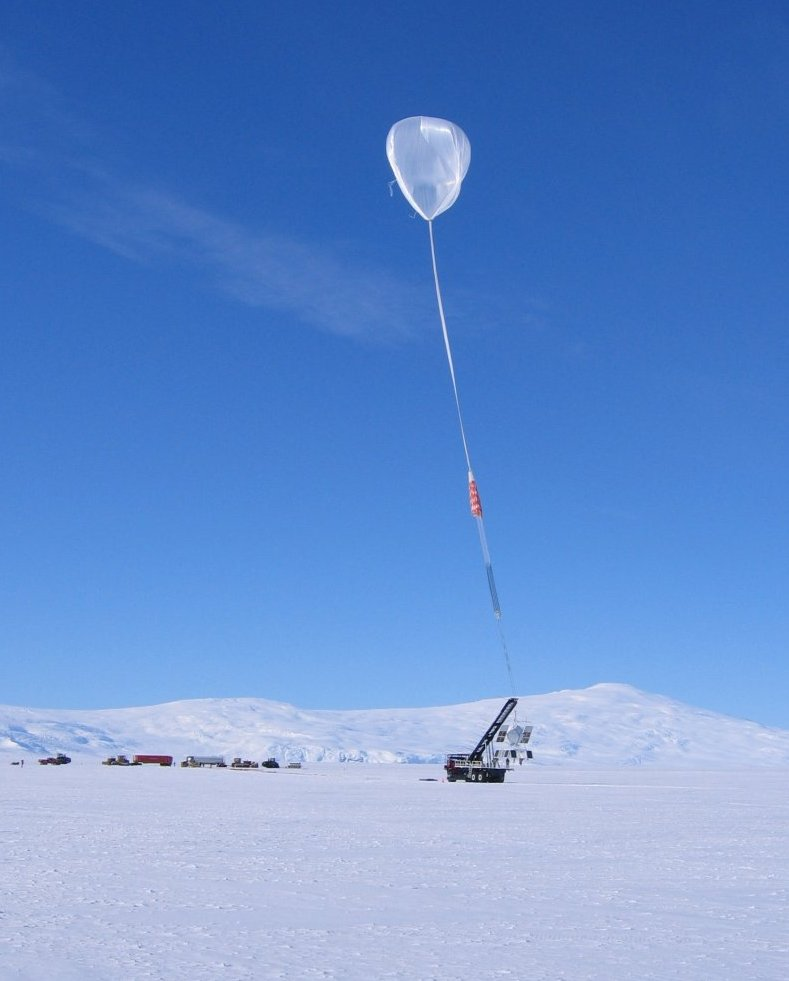
Lancement d'un ballon stratosphérique.

Un ballon stratosphérique est un aérostat capable d'atteindre la stratosphère. Les ballons stratosphériques sont utilisés pour les prévisions météorologiques, pour effectuer des mesures de composition de l'atmosphère, pour réaliser des expériences d'astronomie, et pour des missions d'observation civile ou militaire. Le plafond de vol d'un ballon stratosphérique est d'environ 50 km et la durée  du vol est comprise selon le type entre quelques heures et quelques mois.

## Historique
En 1783, le scientifique français Jacques Charles et les frères Robert conduisirent la première expérience publique avec des ballons remplis d'hydrogène. Charles avait réussi par un nouveau procédé à obtenir de grandes quantités d'hydrogène en mélangeant 540 kg de fer et 270 kg d'acide sulfurique. Le ballon, appelé Charlière, a pris 5 jours à remplir et fut lâché du Champ de Mars à Paris où 300 000 personnes s'étaient rassemblées pour le spectacle. Le ballon traversa les nuages, puis l'expansion du gaz provoqua sa déchirure. Il retomba après 45 minutes à 20 km de Paris.
Ensuite, des aérostiers comme Gaston Tissandier, Théodore Sivel et Joseph Crocé-Spinelli, ont tenté d'atteindre la haute atmosphère le 15 avril 1875 à bord du Zénith ; seul le premier survécu à l'expédition. D'autre part, le 17 septembre 1892, Gustave Hermite lâcha son premier ballon-sonde fait en papier enduit de pétrole. Il mesurait quatre mètres de diamètre et transportait un baromètre à mercure de 1,2 kg. Son idée se répandit d’abord lentement mais des chercheurs, comme Léon Teisserenc de Bort et Richard Aßmann, découvriront grâce à ce système la tropopause, la stratosphère et les autres couches de l’atmosphère.
Après quelques essais à partir de 1927, Pierre Idrac et Robert Bureau associent aux capteurs d'un ballon-sonde un petit émetteur radio à lampe qui retransmet au sol en temps réel les valeurs mesurées.
Il fallut attendre les années 1930 pour voir des aérostats avec un équipage atteindre la stratosphère. Ceux-ci furent lancés pour la recherche et pour briser le record d'altitude en vol humain. Ainsi, le 27 mai 1931, Auguste Piccard atteint 17 kilomètres d'altitude.
Les vols, avec ou sans équipages, se sont poursuivis depuis ce temps mais furent graduellement concurrencés par les fusées-sondes et les vols d'avions scientifiques.

## Caractéristiques techniques
Il existe trois types de ballons stratosphériques :
- ballon ouvert
- ballon pressurisé
- ballon dilatable

## Usage
Les ballons stratosphérique sont fréquemment utilisés à des fins scientifiques. Les utilisations communes comprennent les  radiosondages météorologiques et l'échantillonnage in-situ de l'atmosphère. Ils sont également largement utilisés pour collecter des données et des images depuis le proche espace pour des applications scientifiques telles que l'observation millimétrique des étoiles. Ils peuvent aussi remplacer les satellites dans des missions d'observation militaire depuis la haute atmosphère.
L'utilisation de ballons stratosphériques est également envisagée pour un pseudo « tourisme spatial » par quelques entreprises comme Zero 2 Infinity, Zephalto, Space Perspective et World View Enterprises (en). Ainsi, ces entreprises privées développent des ballons à grande altitude, équipés et non habités, pour la recherche scientifique et des fins commerciales, ainsi que d'autres habitables pour le tourisme spatial,. Des plates-formes, soutenues par des ballons à haute altitude, sont aussi proposées pour des applications telles que les relais de communication, tel le projet Stratobus.